# Sheridan Mortlock
Sheridan Mortlock (sinh ngày 19 tháng 5 năm 2000)là một người mẫu, sinh viên ngành quan hệ quốc tế đến từ Úc. Cô đoạt vương miện Hoa hậu Trái Đất Úc 2022, đại diện cho Úc tham dự đấu trường Hoa hậu Trái Đất 2022 và cán đích ở vị trí Hoa hậu Không khí (tức Á hậu 1 của cuộc thi). Cô là đại diện thứ ba của Úc đoạt được danh hiệu này. Cô hay được các fan yêu mến gọi là bản sao của Taylor Swift vì cô sở hữu gương mặt khá giống với ca sĩ này.

## Thời thơ ấu và học vấn
Mortlock và gia đình cô đã đi du lịch khắp nước Úc bằng xe kéo cắm trại khi cô 9 tuổi. Cô được học tại nhà cùng với hai em của mình. Họ định cư ở Jerilderie ngay sau đó.
Vào tháng 9 năm 2018, cô tốt nghiệp Trường Trung học Finley ở Finley, New South Wales. Sau đó cô tiếp tục theo học Đại học Wollongong ở Wollongong, New South Wales để lấy bằng cử nhân kép về chính trị và bền vững toàn cầu.
Trong một cuộc phỏng vấn sau cuộc thi Hoa hậu Trái Đất 2022, Mortlock chia sẻ rằng cô dự định thực hiện trách nhiệm của mình với tư cách là Hoa hậu Trái đất-Không khí cùng với nghĩa vụ học tập của mình.

## Các cuộc thi sắc đẹp

### Hoa hậu Trái Đất Úc
Mortlock đã tham gia Hoa hậu Trái Đất Úc ba lần.
Cuộc thi đầu tiên của Mortlock là Hoa hậu Trái Đất Úc 2019, nơi cô giành danh hiệu Á hậu 1. Cô cũng giành được các giải thưởng đặc biệt là "Hoa hậu Ảnh" và "Người yêu báo chí".
Vào ngày 4 tháng 9 năm 2022, Mortlock giành chiến thắng tại Hoa hậu Trái Đất Úc 2022 tại Hyatt Regency ở Sydney, Australia, đồng thời nhận được các giải thưởng đặc biệt; "Darling of the Press", "Trình diễn áo tắm đẹp nhất" và "Trang phục trang phục dạ hội đẹp nhất". Cô được trao vương miện bởi Hoa hậu Trái Đất Úc 2021, Phoebe Soegiono.

### Hoa hậu Trái Đất 2022
Khi giành chiến thắng tại Hoa hậu Trái Đất Úc 2022, Mortlock được giao nhiệm vụ vận động chính sách là một trong những yêu cầu cốt lõi để tham gia Hoa hậu Trái đất. Sự ủng hộ của cô ấy là Hành động, Chăm sóc và Giáo dục (ACE). Mortlock nói thêm: "Biến đổi khí hậu và bảo vệ môi trường đều được liên kết thông qua các mạng lưới kết nối. Nếu chúng ta thay đổi một thành phần của hệ sinh thái thì nó sẽ lan truyền sang các thành phần khác. Đây là lý do tại sao chúng ta phải sử dụng các trụ cột của ACE để thực hiện những thay đổi hiệu quả nhất . Chỉ thông qua Quan tâm đến môi trường, tự giáo dục bản thân về những thay đổi hiện tại của môi trường và sau đó trực tiếp hành động thì chúng ta mới có thể bảo vệ Đất Mẹ."
Chủ đề chính của Hoa hậu Trái Đất 2022 là  TÔI Yêu Động vật  và các ứng cử viên được yêu cầu quảng bá một sinh vật từ đất nước của họ; Mortlock đã chọn Lathamus discolor . Cô nói rằng theo báo cáo, chỉ còn lại 750 con, khiến nó trở thành loài cực kỳ nguy cấp. Cô cho rằng việc mất môi trường sống ở Tasmania, nơi sinh sản của loài vẹt Swift, là nguyên nhân chính gây ra hiện tượng này.
Mortlock tranh tài cùng 85 đại diện khác từ nhiều quốc gia và vùng lãnh thổ tại Hoa hậu Trái Đất 2022.
Trong đêm chung kết, Mortlock đoạt danh hiệu Á hậu 1; vương miện Hoa hậu Trái Đất thuộc về Mina Sue Choi đến từ Hàn Quốc.